# LNB Pro A de 2025-26
A Liga Francesa de Basquetebol de 2025–26 será a 104ª edição da máxima competição francesa de basquetebol masculino, sendo a 38ª edição organizada pela Ligue Nationale de Basket (LNB).
Atualmente a liga recebe patrocínio e namings rights da empresa francesa Betclic, passando a denominar-se Betclic Élite.
Pelo segundo ano consecutivo teremos a fase dos play-ins ampliando a participação das equipes nas fases mais agudas da competição. O maior campeão da Liga Élite é o Lyon-Villeurbanne com 21 títulos, porém seus rivais vêm forte para uma disputa muito importante, pois a equipe monegasca do AS Mônaco é o atual bicampeão nacional e tem feito destacadas participações em Euroligas, tanto o é que foram finalistas na temporada 2024-25, também o Paris Basketball, atual campeão da Élite e da Copa da França, alcançou grande feito continental ao disputar os Playoffs como debutante na Euroliga.
A Leaders Cup 2026 será disputada em Poitiers no Palais des Sports Caen la Mer entre os dias 14 e 16 de fevereiro de 2025. Participam do torneio as oito equipes melhor classificadas na tabela de classificação no meio da temporada regular. Enquanto na Pro B, os quatro melhores classificados no meio da temporada disputam semifinais em jogo de ida e volta e os vencedores disputam a final da Leaders Cup Pro B no mesmo dia da Leaders Cup.

## Equipes participantes
A equipe do La Rochelle foi rebaixada após apenas uma temporada na Élite e jogará novamente na Élite 2 à partir desta temporada e em seu lugar o Boulazac marca seu retorno após quatro temporadas no segundo escalão ao conquistar o título da LNB Pro B 2024-25. Outro fato relevante é que o Le Portel conquistou o direito de permanência na primeira divisão após disputar com as melhores da segunda divisão os playoffs de ascensão,  e vencer ao derrotar na final o Gries-Souffel
|         | Equipe               | Localização          | Arena                            | Capacidade |
| ------- | -------------------- | -------------------- | -------------------------------- | ---------- |
| Aumento | Boulazac             | Boulazac             | Le Palio                         | 5 200      |
|         | Bourg-en-Bresse      | Bourg-en-Bresse      | Ekinox                           | 3 548      |
|         | Chalon/Saône         | Chalon-sur-Saône     | Le Colisée                       | 4 000      |
|         | Cholet Basket        | Cholet               | La Meilleraie                    | 5 191      |
|         | Dijon                | Dijon                | Palácio de Esportes de Dijon     | 4 147      |
|         | Gravelines-Dunkerque | Gravelines           | Sportica                         | 3 043      |
|         | Le Mans              | Le Mans              | Antarès                          | 6 025      |
|         | Le Portel            | Le Portel            | Le Chaudron                      | 3 500      |
|         | Limoges              | Limoges              | Beaublanc                        | 5 516      |
|         | Lyon-Villeurbanne    | Villeurbanne         | Astroballe                       | 5 556      |
|         | Monaco               | Fontvieille (Mónaco) | Salle Gaston Médecin             | 5 000      |
|         | Nancy                | Nancy                | Palais des Sports Jean Weille    | 6 027      |
|         | Nanterre             | Nanterre             | Palácio de Esportes de Nanterre  | 3 000      |
|         | Paris                | Paris                | Adidas Arena                     | 8 000      |
|         | Paris                | Paris                | Adidas Arena                     | 8 000      |
|         | Saint-Quentin        | Saint-Quentin        | Palácio de Esportes Pierre Ratte | 4 000      |
|         | Strasbourg           | Estrasburgo          | Rhénus Sport                     | 6 166      |

Fonte: lnb.fr/elite/equipes
Legenda:
- Campeão da Élite 2024-25[36]
- Campeão da Leaders Cup 2025[37]
- Campeão da Copa da França de 2025[38]
- Equipes promovidas da LNB Pro B[39]

## Temporada regular

### Tabela de classificação
Classificação extraída de lnb.fr/elite/classement>"Filtre par saison>2025/26.
| Pos. | Clube                | %V | Jogos | Jogos | Jogos | Pontos | Pontos | %P+ | %P- | Classificação           |
| Pos. | Clube                | %V | J     | V     | D     | P+     | P-     | %P+ | %P- |                         |
| ---- | -------------------- | -- | ----- | ----- | ----- | ------ | ------ | --- | --- | ----------------------- |
| 1    | Boulazac             |    |       |       |       |        |        |     |     | Playoffs                |
| 2    | Bourg-en-Bresse      |    |       |       |       |        |        |     |     | Playoffs                |
| 3    | Chalon/Saône         |    |       |       |       |        |        |     |     | Playoffs                |
| 4    | Cholet Basket        |    |       |       |       |        |        |     |     | Playoffs                |
| 5    | Dijon                |    |       |       |       |        |        |     |     | Playoffs                |
| 6    | Gravelines-Dunkerque |    |       |       |       |        |        |     |     | Playoffs                |
| 7    | Le Mans              |    |       |       |       |        |        |     |     | Play-in                 |
| 8    | Le Portel            |    |       |       |       |        |        |     |     | Play-in                 |
| 9    | Limoges              |    |       |       |       |        |        |     |     | Play-in                 |
| 10   | Lyon-Villeurbanne    |    |       |       |       |        |        |     |     | Play-in                 |
| 11   | Monaco               |    |       |       |       |        |        |     |     |                         |
| 12   | Nancy                |    |       |       |       |        |        |     |     |                         |
| 13   | Nanterre             |    |       |       |       |        |        |     |     |                         |
| 14   | Paris                |    |       |       |       |        |        |     |     |                         |
| 15   | Saint-Quentin        |    |       |       |       |        |        |     |     | Playoffs Betclic/Pro B  |
| 16   | Strasbourg           |    |       |       |       |        |        |     |     | Rebaixados para a Pro B |

### Partidas
Resultados extraídos de lnb.fr/elite/game-center>"Filtre par saison>2025/26
| ↓Casa\Visitante→     | BOU | BRE | CHA | CHO | DIJ | GRA | LEM | LEP | LIM | LYO | MON | NCY | NAN | PAR | SQU | STR |
| -------------------- | --- | --- | --- | --- | --- | --- | --- | --- | --- | --- | --- | --- | --- | --- | --- | --- |
| Boulazac             |     |     |     |     |     |     |     |     |     |     |     |     |     |     |     |     |
| Bourg-en-Bresse      |     |     |     |     |     |     |     |     |     |     |     |     |     |     |     |     |
| Chalon/Saône         |     |     |     |     |     |     |     |     |     |     |     |     |     |     |     |     |
| Cholet Basket        |     |     |     |     |     |     |     |     |     |     |     |     |     |     |     |     |
| Dijon                |     |     |     |     |     |     |     |     |     |     |     |     |     |     |     |     |
| Gravelines-Dunkerque |     |     |     |     |     |     |     |     |     |     |     |     |     |     |     |     |
| Le Mans              |     |     |     |     |     |     |     |     |     |     |     |     |     |     |     |     |
| Le Portel            |     |     |     |     |     |     |     |     |     |     |     |     |     |     |     |     |
| Limoges              |     |     |     |     |     |     |     |     |     |     |     |     |     |     |     |     |
| Lyon-Villeurbanne    |     |     |     |     |     |     |     |     |     |     |     |     |     |     |     |     |
| Monaco               |     |     |     |     |     |     |     |     |     |     |     |     |     |     |     |     |
| Nancy                |     |     |     |     |     |     |     |     |     |     |     |     |     |     |     |     |
| Nanterre             |     |     |     |     |     |     |     |     |     |     |     |     |     |     |     |     |
| Paris                |     |     |     |     |     |     |     |     |     |     |     |     |     |     |     |     |
| Saint-Quentin        |     |     |     |     |     |     |     |     |     |     |     |     |     |     |     |     |
| Strasbourg           |     |     |     |     |     |     |     |     |     |     |     |     |     |     |     |     |

## Playoffs

### Play-ins
A disputa dos Play-ins dá-se em jogo único na casa do melhor classificado entre os dois. Um dos confrontos é entre os 7º e 8º colocados e dá ao vencedor lugar no playoff para enfrentar o segundo melhor da temporada regular, enquanto que o perdedor enfrenta o vencedor do jogo entre os 9º e 10 colocados. O vencedor dessa disputa enfrentará o primeiro colocado na temporada regular.
| Equipe 1 | Placar | Equipe 2 |
| -------- | ------ | -------- |
|          | -      |          |
|          | -      |          |

| Equipe 1 | Placar | Equipe 2 |
| -------- | ------ | -------- |
|          | -      |          |

### Quartas de finais
| Time 1 | Série | Time 2 | 1º Jogo | 2º Jogo | 3º Jogo |
| ------ | ----- | ------ | ------- | ------- | ------- |
|        | -     |        |         |         |         |
|        | -     |        |         |         |         |
|        | -     |        |         |         |         |
|        | -     |        |         |         |         |

### Semifinais
| Time 1 | Série | Time 2 | 1º Jogo | 2º Jogo | 3º Jogo | 4º Jogo | 5º Jogo |
| ------ | ----- | ------ | ------- | ------- | ------- | ------- | ------- |
|        | -     |        |         |         |         |         |         |
|        | -     |        |         |         |         |         |         |

### Finais
| Time 1 | Série | Time 2 | 1º Jogo | 2º Jogo | 3º Jogo | 4º Jogo | 5º Jogo |
| ------ | ----- | ------ | ------- | ------- | ------- | ------- | ------- |
|        | -     |        |         |         |         |         |         |

### Premiação
| Betclic Élite 2025-26 |
| --------------------- |
| º título              |

## Leaders Cup - Poitier 2026
Em fevereiro de 2025, a direção da Liga definiu as três próximas sedes para a Leaders Cup, sendo que em 2026 o evento será realizado entre os dias 20 a 22 de fevereiro na Arena Futuroscope de Poitier.
|  | Quartas de finais | Quartas de finais | Quartas de finais |  |  | Semifinais | Semifinais | Semifinais |  |  | Final | Final | Final |
|  |                   |                   |                   |  |  |            |            |            |  |  |       |       |       |
|  |                   |                   |                   |  |  |            |            |            |  |  |       |       |       |
|  |                   |                   |                   |  |  |            |            |            |  |  |       |       |       |
|  |                   |                   |                   |  |  |            |            |            |  |  |       |       |       |
|  |                   |                   |                   |  |  |            |            |            |  |  |       |       |       |
|  |                   |                   |                   |  |  |            |            |            |  |  |       |       |       |
|  |                   |                   |                   |  |  |            |            |            |  |  |       |       |       |
|  |                   |                   |                   |  |  |            |            |            |  |  |       |       |       |
|  |                   |                   |                   |  |  |            |            |            |  |  |       |       |       |
|  |                   |                   |                   |  |  |            |            |            |  |  |       |       |       |
|  |                   |                   |                   |  |  |            |            |            |  |  |       |       |       |
|  |                   |                   |                   |  |  |            |            |            |  |  |       |       |       |
|  |                   |                   |                   |  |  |            |            |            |  |  |       |       |       |
|  |                   |                   |                   |  |  |            |            |            |  |  |       |       |       |
|  |                   |                   |                   |  |  |            |            |            |  |  |       |       |       |
|  |                   |                   |                   |  |  |            |            |            |  |  |       |       |       |
|  |                   |                   |                   |  |  |            |            |            |  |  |       |       |       |
|  |                   |                   |                   |  |  |            |            |            |  |  |       |       |       |
|  |                   |                   |                   |  |  |            |            |            |  |  |       |       |       |
|  |                   |                   |                   |  |  |            |            |            |  |  |       |       |       |

### Premiação
| Leaders Cup 2026 ( Poitiers ) |
| França                        |
| ----------------------------- |
| Campeão (° título)            |

## Clubes franceses em competições europeias
| Clube             | Competição        | TR | TR | PO | PO | Resultado |
| Clube             | Competição        | V  | D  | V  | D  | Resultado |
| ----------------- | ----------------- | -- | -- | -- | -- | --------- |
| Lyon-Villeurbanne | EuroLiga          |    |    |    |    |           |
| Monaco            | EuroLiga          |    |    |    |    |           |
| Paris             | EuroLiga          |    |    |    |    |           |
| Bourg-en-Bresse   | EuroCopa          |    |    |    |    |           |
| Chalon/Saône      | Liga dos Campeões |    |    |    |    |           |
| Cholet Basket     | Liga dos Campeões |    |    |    |    |           |
| Le Mans           | Liga dos Campeões |    |    |    |    |           |
| Dijon             | Copa Europeia     |    |    |    |    |           |